# Sabrina Voinea
Sabrina Maneca-Voinea (Constança, 4 de junho de 2007) é uma ginasta artística romena.

## Vida pessoal
Voinea nasceu em Constança em 2007. Sua mãe, Camelia Voinea, é uma ex-ginasta artística que competiu nos Jogos Olímpicos de Verão de 1988 e conquistou a medalha de prata com a seleção romena. Quando Sabrina era nova, Camelia a levou para a academia onde trabalhava como treinadora, e Sabrina também se interessou por ginástica. Sabrina é treinada por sua mãe.

## Carreira juvenil
Voinea começou a competir pela seleção romena em 2017. Em abril de 2022, disputou o Troféu Cidade Júnior de Jesolo. Ela ajudou a Romênia a terminar em quarto lugar na competição por equipes. Ela também conquistou a medalha de bronze no salto e terminou em sétimo no solo. Em julho, Voinea competiu no Festival Olímpico de Verão da Juventude Europeia , no qual ajudou a Romênia a ganhar a medalha de ouro. Nas provas individuais, ela terminou em 12º no individual geral, em quarto lugar no salto e em quinto no solo. Em agosto, Voinea competiu no Campeonato Europeu Juvenil . Ela ajudou a Romênia a conquistar a medalha de bronze na competição por equipes, além de terminar em quarto lugar no individual geral, conquistar a medalha de ouro no salto e a medalha de bronze no solo.

## Carreira sênior
Em abril de 2023, Voinea competiu no Campeonato Europeu. Ela ajudou a Romênia a terminar em quinto lugar na competição por equipes. Ela também terminou em quarto lugar no salto e conquistou a medalha de bronze no solo. Em outubro, Voinea competiu no Campeonato Mundial. Ela ajudou a Romênia a terminar em 10º na competição por equipes nas eliminatórias e obter a classificação para as Olimpíadas de Paris, apesar de não terem avançado para a final. Individualmente, ela se classificou para a final de solo, onde terminou em quarto lugar.

## Histórico competitivo
| Ano     | Evento                                 | Equipe  | AA      | VT      | UB      | BB      | FX      |
| Juvenil | Juvenil                                | Juvenil | Juvenil | Juvenil | Juvenil | Juvenil | Juvenil |
| ------- | -------------------------------------- | ------- | ------- | ------- | ------- | ------- | ------- |
| 2021    | Campeonato Romeno                      |         | 13      | 2       |         |         |         |
| 2021    | Tournoi Internacional                  | 1       | 21      | 1       |         |         |         |
| 2022    | Troféu Cidade de Jesolo                | 4       |         | 3       |         |         | 7       |
| 2022    | Campeonato Romeno Juvenil              |         | 2       |         |         |         |         |
| 2022    | Festival Olímpico Europeu da Juventude | 1       | 12      | 4       |         |         | 5       |
| 2022    | Campeonato Europeu Juvenil             | 2       | 4       | 1       |         |         | 3       |
| 2022    | Turnoi Internacional                   | 3       | 3       | 1       |         | 4       | 2       |
| 2022    | Campeonato Romeno Juvenil              |         | 1       | 1       | 5       | 4       | 1       |
| Senior  |                                        |         |         |         |         |         |         |
| 2023    | Copa do Mundo de Doha                  |         |         | 5       |         | 1       | 1       |
| 2023    | ESP-ROU-SWE Friendly                   | 1       |         |         |         |         |         |
| 2023    | Campeonato Europeu                     | 5       |         | 4       |         |         | 3       |
| 2023    | Troféu RomGym                          | 1       | 2       | 4       |         | 6       | 1       |
| 2023    | Campeonato Romeno                      | 1       | 2       |         |         | 8       | 1       |
| 2023    | Heidelberg Friendly                    | 2       | 13      |         |         |         |         |
| 2023    | Campeonato mundial                     | 10      |         |         |         | R3      | 4       |